# ラ・ポムレー (メーヌ＝エ＝ロワール県)
ラ・ポムレー （La Pommeraye）は、フランス、ペイ・ド・ラ・ロワール地域圏、メーヌ＝エ＝ロワール県のかつてのコミューン。

## 地理
モージュ地方の北にあるコミューンである。ラ・ポムレーは県西部にあり、アンジェ、ナント、ショレの3都市を線でつなぐとできる三角形の中にある。アンジェは26km東、ショレは33km南、ナントは55km西にある。
モンジャン・シュル・ロワールとブルニューフ・アン・モージュの間をつなぐ県道15号線が通っている。

## 景観
ラ・ポムレーは主に農村地帯である。
2011年の時点で、ラ・ポムレーには1696軒の住宅があり、そのうち89%は本宅として使われ、そして71%は住宅の所有者ではない世帯であった。

## 歴史
自治体間連合に属する11のコミューン全てが合併してコミューン・ヌーヴェルとなり、モージュ＝シュル＝ロワールが誕生することになった。これが公式に法令として発表されたのは2015年10月5日である。

## 人口統計
| 1962年 | 1968年 | 1975年 | 1982年 | 1990年 | 1999年 | 2006年 | 2012年 |
| ------ | ------ | ------ | ------ | ------ | ------ | ------ | ------ |
| 2947   | 3084   | 3197   | 3495   | 3564   | 3623   | 4001   | 4011   |

source=1999年までLdh/EHESS/Cassini、2004年以降INSEE